# Samuel Francis
Samuel Adelebari Francis (Port Harcourt, 27 marzo 1987) è un ex velocista nigeriano naturalizzato qatariota, ex primatista asiatico dei 100 metri piani.

## Biografia
Nella finale dei Campionati asiatici 2007, tenutisi ad Amman, infranse il record asiatico e il record dei campionati nei 100 metri piani con un tempo di 9"99 (durante la batteria aveva corso in 10"18).

## Palmarès
| Anno                        | Manifestazione           | Sede     | Evento      | Risultato  | Prestazione | Note                  |
| --------------------------- | ------------------------ | -------- | ----------- | ---------- | ----------- | --------------------- |
| In rappresentanza del Qatar |                          |          |             |            |             |                       |
| 2007                        | Campionati asiatici      | Amman    | 100 m piani | Oro        | 9"99        | Record asiatico       |
| 2007                        | Campionati asiatici      | Amman    | 4×100 m     | Argento    | 39"64       |                       |
| 2007                        | Mondiali                 | Osaka    | 100 m piani | Batteria   | dnf         |                       |
| 2007                        | Giochi asiatici indoor   | Macao    | 60 m piani  | Oro        | 6"54        |                       |
| 2008                        | Asiatici indoor          | Doha     | 60 m piani  | Oro        | 6"62        | Record dei campionati |
| 2008                        | Giochi olimpici          | Pechino  | 100 m piani | dq         | dq          |                       |
| 2010                        | Asiatici indoor          | Teheran  | 60 m piani  | Oro        | 6"58        | Record dei campionati |
| 2010                        | Giochi asiatici          | Canton   | 100 m piani | Semifinale | dq          |                       |
| 2010                        | Giochi asiatici          | Canton   | 200 m piani | Finale     | dns         |                       |
| 2011                        | Campionati asiatici      | Kōbe     | 100 m piani | Semifinale | dns         |                       |
| 2013                        | Campionati asiatici      | Pune     | 100 m piani | Argento    | 10"27       |                       |
| 2013                        | Campionati asiatici      | Pune     | 200 m piani | Finale     | dns         |                       |
| 2013                        | Mondiali                 | Mosca    | 100 m piani | Semifinale | dns         |                       |
| 2013                        | Giochi della Francofonia | Nizza    | 100 m piani | Bronzo     | 10"53       |                       |
| 2014                        | Asiatici indoor          | Hangzhou | 60 m piani  | Oro        | 6"61        |                       |
| 2014                        | Mondiali indoor          | Sopot    | 60 m piani  | Semifinale | 6"69        |                       |
| 2014                        | Giochi asiatici          | Incheon  | 100 m piani | 8º         | 10"41       |                       |
| 2015                        | Campionati asiatici      | Wuhan    | 100 m piani | 8º         | 10"31       |                       |
| 2015                        | Campionati asiatici      | Wuhan    | 200 m piani | Semifinale | 21"10       |                       |
| 2016                        | Asiatici indoor          | Doha     | 60 m piani  | Semifinale | dq          |                       |